# Comuna Monciîn, Pohrebîșce
Monciîn (în ucraineană Мончин) este o comună în raionul Pohrebîșce, regiunea Vinnița, Ucraina, formată din satele Monciîn (reședința) și Sopîn.

## Demografie
Componența lingvistică a satului Monciîn
     Ucraineană (98,88%)
     Alte limbi (1,13%)
Conform recensământului din 2001, majoritatea populației satului Monciîn era vorbitoare de ucraineană (98,88%), existând în minoritate și vorbitori de alte limbi.